# Grenzdolomit
Die Bezeichnung Grenzdolomit ist einerseits der Name einer Schicht in der geologischen Formation der Trias, andererseits auch einer Schicht der Formation des Perm. Die Namensübereinstimmung begründet sich offensichtlich in der lithologischen Beschaffenheit und scheint lokal-historisch veranlasst zu sein.

## Grenzdolomit (System Trias)

### Allgemeine geologische Einordnung und Verbreitung
Als Grenzdolomit wird eine karbonatische Sedimentschicht schwankender Mächtigkeit (nach G. Richter in Thüringen 1 m bis 5 m) innerhalb der lithostratigraphischen Einheit des Unteren Keuper (synonym: Unterkeuper, Lettenkohlenkeuper, Lettenkeuper, Lettenkohle) der Germanischen Trias bezeichnet.
Teilweise wurde die Schichtfolge auch Grenzdolomitregion genannt, in der als oberstes Schichtglied der Grenzdolomit i. e. S. ausgehalten wurde. So z. B. 1894 in Franken von K. W. Gümbel und ähnlich auch von H. Stille, beschrieben.
Der Grenzdolomit ist nach E. Kayser mit Ausnahme eines Randgebietes bei Hannover überall in Deutschland verbreitet. In einer umfassenden lithostratigraphischen Analyse des Keupers des zentraleuropäischen Beckens hat M. Franz alle neueren geologischen Daten zur Ausbildung und Genese des Grenzdolomits in dessen nördlichen Verbreitungsgebieten zusammengestellt. Dazu zählt auch eine diesbezügliche Übersichtskarte.
Sowohl im Norddeutschen Becken, wo der Untere Keuper in seiner Beckenfazies als Erfurt-Formation vorkommt, als auch in Süddeutschland oder anderen Beckenrandbereichen bildet die Schicht des Grenzdolomits eine Leitbank aus und markiert die Grenze zum überlagernden Mittleren Keuper.

### Aufschlüsse im Gelände
Beispiele von natürlichen und künstlichen Aufschlüssen des Grenzdolomits in Mittel- und Süddeutschland:

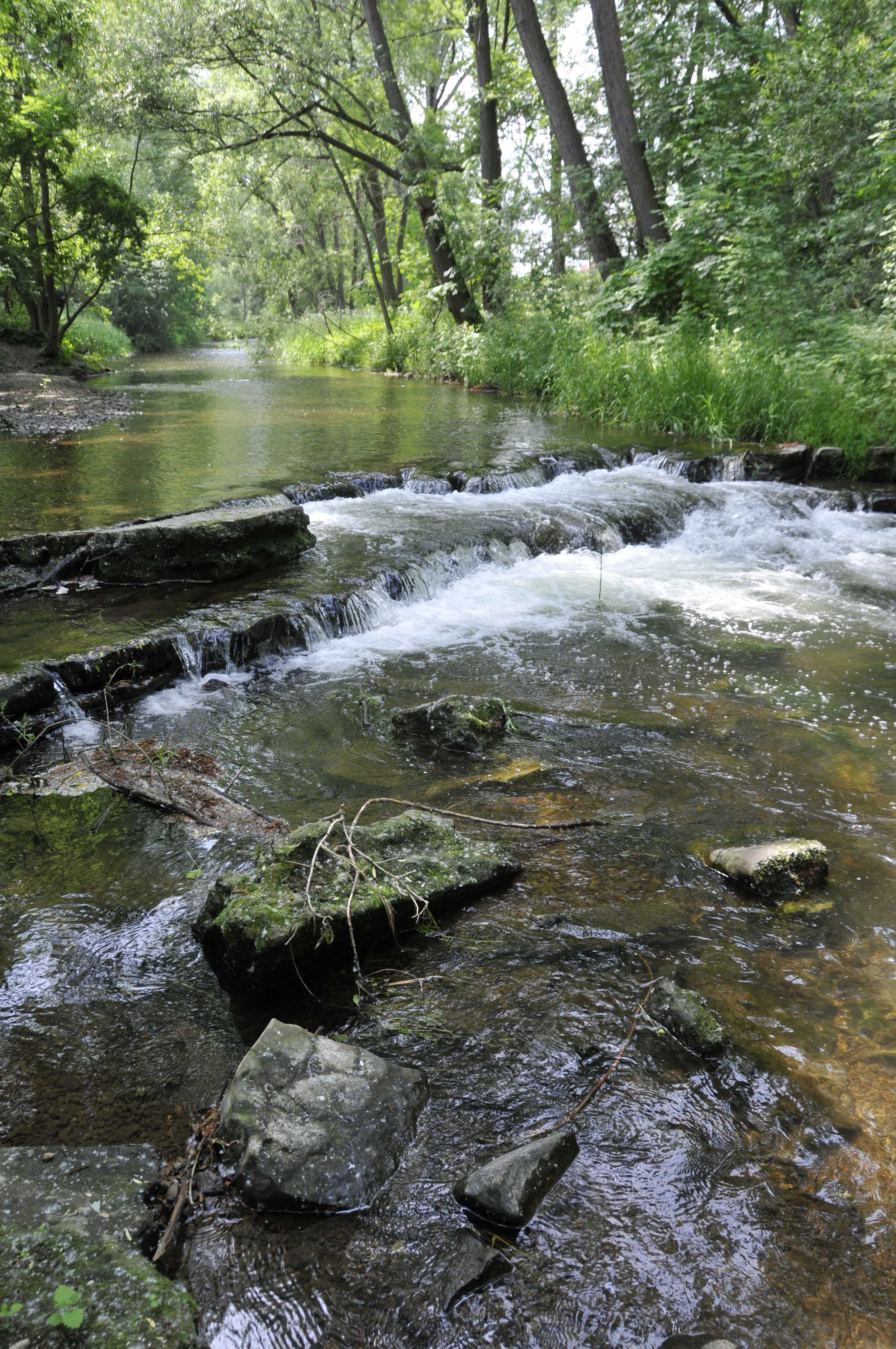
Grenzdolomitklippen im Apfelstädt-Fluss bei Wandersleben/Thüringen
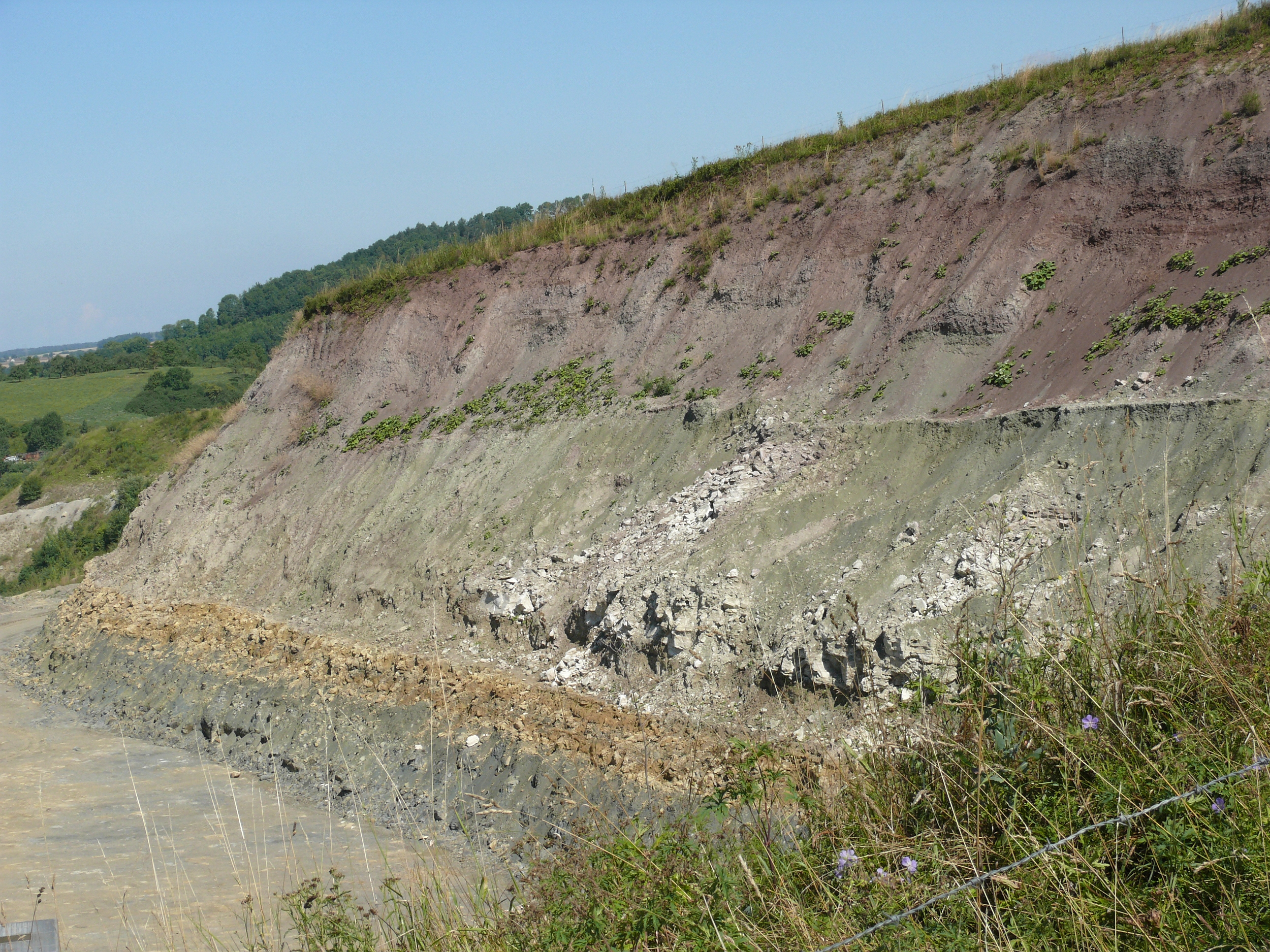
Steinbruch bei Vellberg-Eschenau: Übergang Unter-/Mittelkeuper. Der Unterkeuper endet mit dem gelben Grenzdolomit (wenig oberhalb Böschungsfuß) der Erfurt-Formation, darüber Mittelkeuper mit Grundgips der Grabfeld-Formation

### Bildungsbedingungen und lithologische Beschaffenheit
Die Fazies der Zeit des Unteren Keuper im Germanischen Becken war vorherrschend terrestrisch und brackisch-ästuarin geprägt (Lettenschichten mit Kohlenflözen), die vereinzelt von marinen Ingressionen unterbrochen wurde. Die stärkste Ingression führte dabei zur Ablagerung des Grenzdolomits. Der Beleg für den marinen Charakter der Grenzdolomitgenese ergibt sich aus faziestypischen Fossilfunden im Grenzdolomit. Im Grenzdolomit Thüringens wurden diesbezüglich Exemplare der Cephalopodenklasse (Kopffüßer) Thuringionautilus (bzw. Germanonautilus) jugatonodosus (ZIMMERM.) und Alloceratides schmidi (ZIMMERM.) gefunden. Die Sammlungen des Naturhistorischen Museums Schloss Bertholdsburg Schleusingen besitzen einen solchen seltenen Fossilfund. Dieser Germanonautilus-Steinkern (leg. Gustav Compter) aus dem Grenzdolomit der Erfurt-Formation bei Apolda ist überregional sehr bedeutsam.

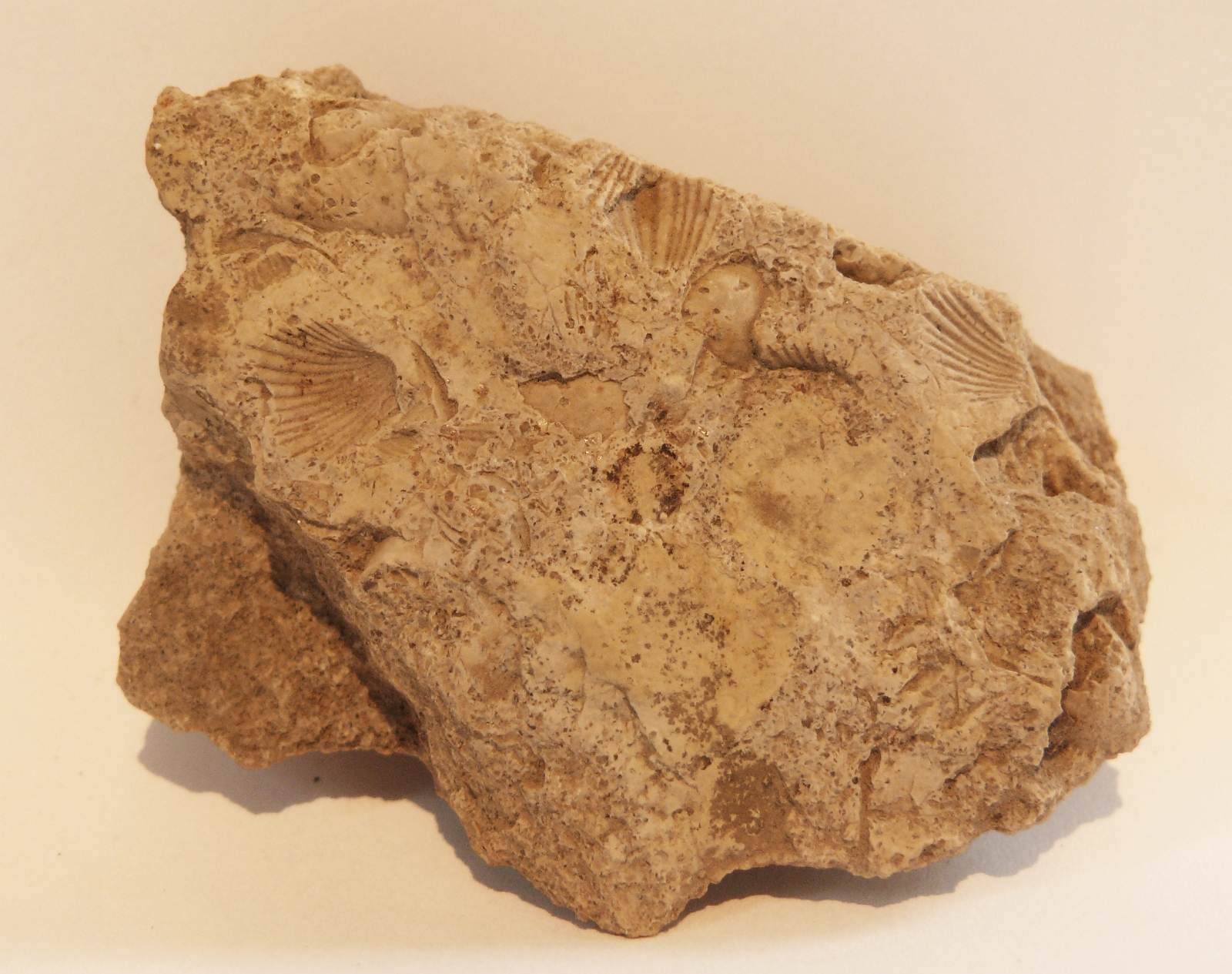
Grenzdolomit mit Myophoria (Costatoria) goldfussi in der Erfurt-Formation in Hohenlohe

Der Grenzdolomit wird 1922 von E. Kayser petrographisch beschrieben als „bald dichter, bald löchriger, bald oolithischer gelblicher dolomitischer Kalk mit der Muschel Myophoria Goldfussi als wichtiger Leitform“. In einer Gliederung des Unteren Keuper von Thüringen bezeichnet G. Richter den Grenzdolomit als „gelbgrauen bis gelben Dolomit, teils bankig, teils plattig, örtlich oolothisch oder sulfatisch … wechselnd mit grauen karbonatischen Tonsteinlagen“. Nach J. Dockter, 1974 besteht der Grenzdolomit in Thüringen aus einer Wechsellagerung von grauen sowie gelben karbonatischen Tonsteinen und Dolomiten. Karbonatbänke erreichen 50 cm Mächtigkeit und mehr. Örtlich treten in dieser Wechsellagerung Einschaltungen von Kalziumsulfat auf, häufig sind in den Dolomiten Glaukonit und Pyrit anzutreffen. Fast immer führt der Grenzdolomit Zweischalerschill, stellenweise auch Fischschuppen. Charakteristisch ist die Muschel Myophoria Costatoria goldfussi (v. ALB.), die lagenweise gesteinsbildend auftreten kann.

### Der Werkstein Grenzdolomit – gesteinstechnische Kenndaten
Der Grenzdolomit wurde schon im Mittelalter bei Vorliegen günstiger Gewinnungsmöglichkeiten als lokaler Baustein eingesetzt. Ein Beispiel ist eine der bedeutendsten Kirchenburgen Unterfrankens aus dem 12. Jahrhundert: Kirchenburg Kleinlangheim bei Würzburg. Hier ist der lokal gewonnene, harte, gelbe Grenzdolomit in den Wehrmauern verbaut worden.
Im romanischen Mauerwerk der Burg Gleichen in Thüringen (Gebiet Drei Gleichen bei Gotha/Erfurt) wurde neben anderen Werksteinarten auch Grenzdolomit in der Ringmauer verbaut. Die historischen Gewinnungsstätten waren Steinbrüche in der nahe gelegenen Apfelstädtaue und am Stiedenberg östlich von Wandersleben.
An historisch verbautem Grenzdolomit in der Burganlage Gleichen wurden bei den denkmalpflegerischen Arbeiten mittels moderner petrographischer Bemusterung (Lichtmikroskopie/Rasterelektronenmikroskopie) Erkenntnisse zur Gesteinsmikrostruktur des Grenzdolomits gewonnen (siehe dazu bildliche Porenraumdarstellungen im Bericht von H.
Stück et al.).
Historisch verbaute Werksteine des Grenzdolomits in Bauwerken im Raum Weimar sind nach K. Sterzl stets an ihrer braunen Färbung zu erkennen. Dunkleres Braun zeigt sich an der wetterabgewandten Seite der Werksteine, Ockerfärbung an der Wetterseite (korrodierte Oberfläche). Für Grenzdolomite aus dem Raum Erfurt/Apolda werden relevante gesteinstechnische Kennwerte in nachfolgender Tabelle im Vergleich mit anderen ausgewählten, lokalen Werksteinen dargestellt.
| Werkstein                                    | Herkunft       | Rohdichte [g/cm3] | Wasseraufnahme [Masse%] | Würfeldruckfestigkeit [Mpa] |
| -------------------------------------------- | -------------- | ----------------- | ----------------------- | --------------------------- |
| Chirotheriensandstein (Oberer Buntsandstein) | Bad Berka      | 2,08              | 7,7                     | 25                          |
| Grenzdolomit (Unterer Keuper)                | Erfurt, Apolda | bis 2,36          | bis 12,5                | 10 bis 40                   |
| Cycloideakalk (Oberer Muschelkalk)           | Weimar         | 2,87              | 0,51                    | 90                          |
| Travertin (Quartär)                          | Weimar         | 2,3               | 2,0 bis 2,9             | 35 bis 95                   |
| Thür. Bausandstein (Mittl. Buntsandstein)    | Tonndorf       | 2,02              | 8,44                    | 25                          |

## Grenzdolomit (System Perm)

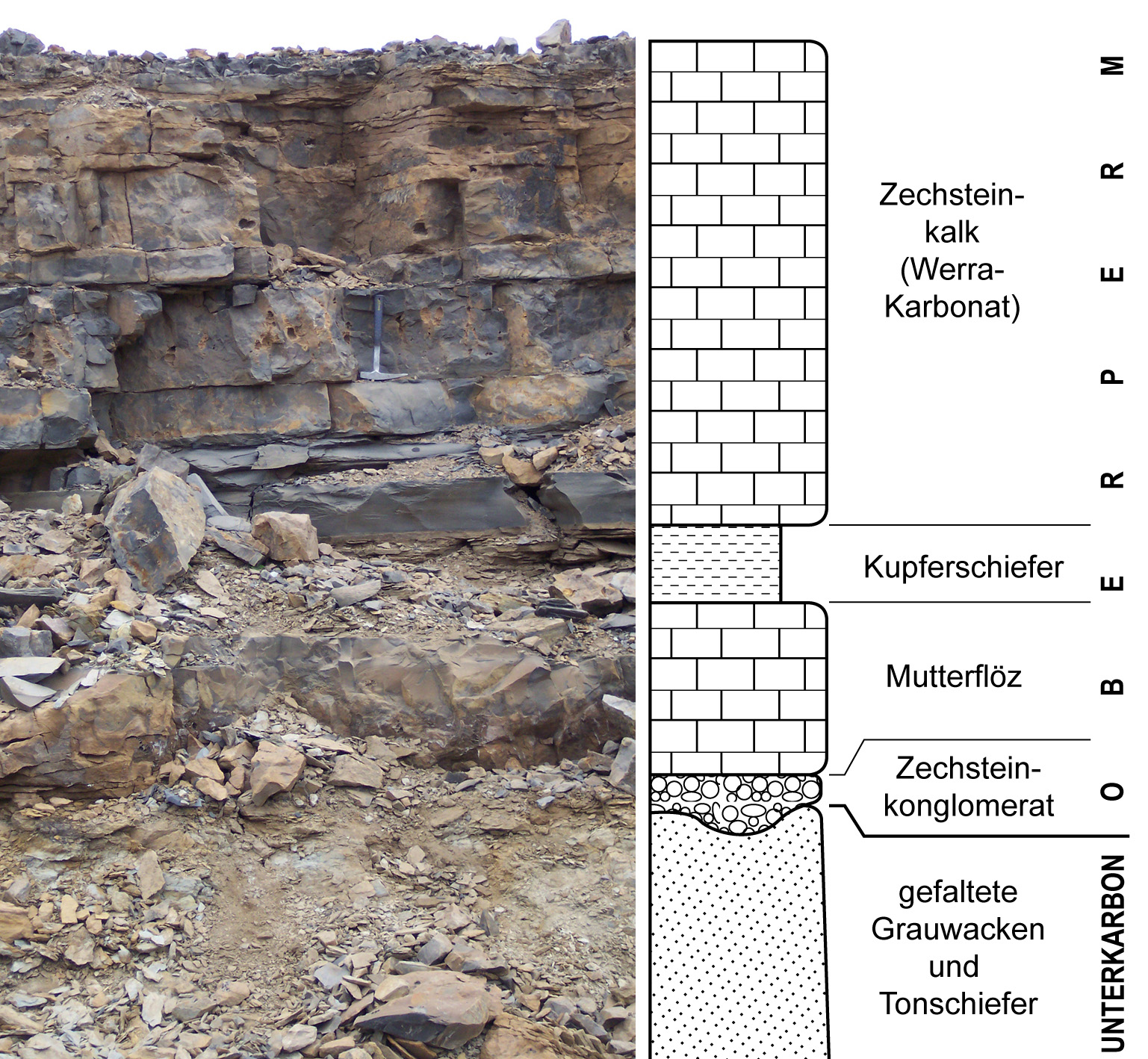
Zechstein-Transgression im Randbereich des Zechsteinbeckens: Karbonate (Mutterflöz, Zechsteinkalk), hier dunkel gefärbt und stark C_{org}-haltig, einschließlich des Kupferschiefers (bräunlich verwittert), lagern diskordant auf steilgestellten Grauwacken und Tonschiefern des Unterkarbon (Großtagebau Kamsdorf bei Saalfeld, Thüringen)

Als Grenzdolomit (synonym auch Grenzkalk oder Productuskalk) wird innerhalb der lithologischen Einheit des Zechstein mitunter auch das karbonatische Mutterflöz in der Schicht des Kupferschiefer (Perm) bei dessen Ausbildung in der Schwellenfazies bezeichnet.